# Zwergstörwels
Der Zwergstörwels (Sturisomatichthys leightoni) ist ein Fisch aus der Ordnung der Welsartigen; seine Familie sind die Harnischwelse (Loricariidae). Er ist in Südamerika heimisch. Die Zwergstörwelse (beispielsweise Sturisomatichthys aureum) sind schwer voneinander zu unterscheiden.

## Kennzeichnung
Der Zwergstörwels wird etwa 14–18 cm groß. Sein Körper ist langgezogen, der Kopf läuft nach vorn spitz zu. Der obere Teil seiner Schwanzflosse ist länger als der untere. Die beiden Teile der Schwanzflosse sind langgezogen und spitz.

## Geschlechtsunterschiede

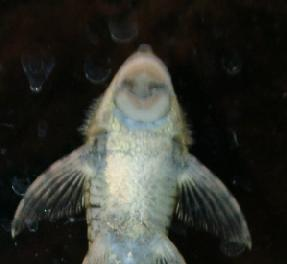
Zwergstörwelsmännchen

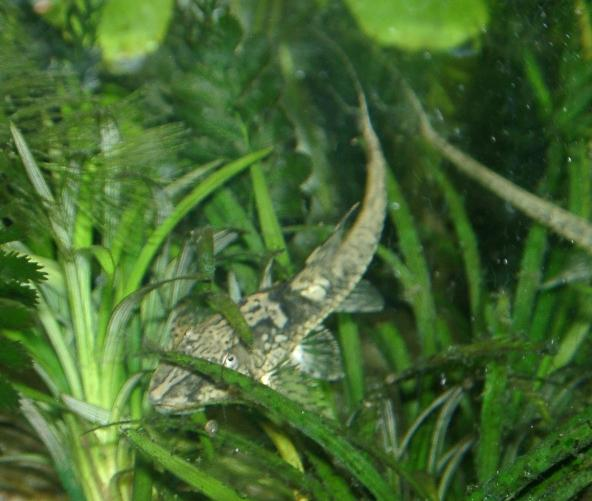
Zwergstörwelsmännchen

Der männliche Zwergstörwels ist schlanker als der weibliche und hat einen relativ kurzen Bart (1–2 mm), der senkrecht vom Kopf absteht. Dies kann man sehr schön auf dem Foto sehen.

## Vermehrung
Das Weibchen legt etwa 40 Eier ab. Das Männchen fächert frisches Wasser auf die Eier, bis die Jungen schlüpfen, dies geschieht nach 6–7 Tagen. Dabei unterstützt das Männchen die Jungen beim Schlüpfen. Die Jungtiere haben dann noch immer einen Dottersack, von dem sie leben. Erst nach 4–5 Tagen fangen sie an zu fressen.